# Michał Szymerowski
Michał Szymerowski, pseudonim WAR (ur. 28 lipca 1980 w Wejherowie) – polski strongman.
Jeden z najlepszych polskich siłaczy. Wicemistrz Europy Centralnej Strongman w Parach 2007. Mistrz Polski Strongman Everlast 2008. Mistrz Polski Strongman Eliminate Your Opponent w 2009 r.

## Życiorys

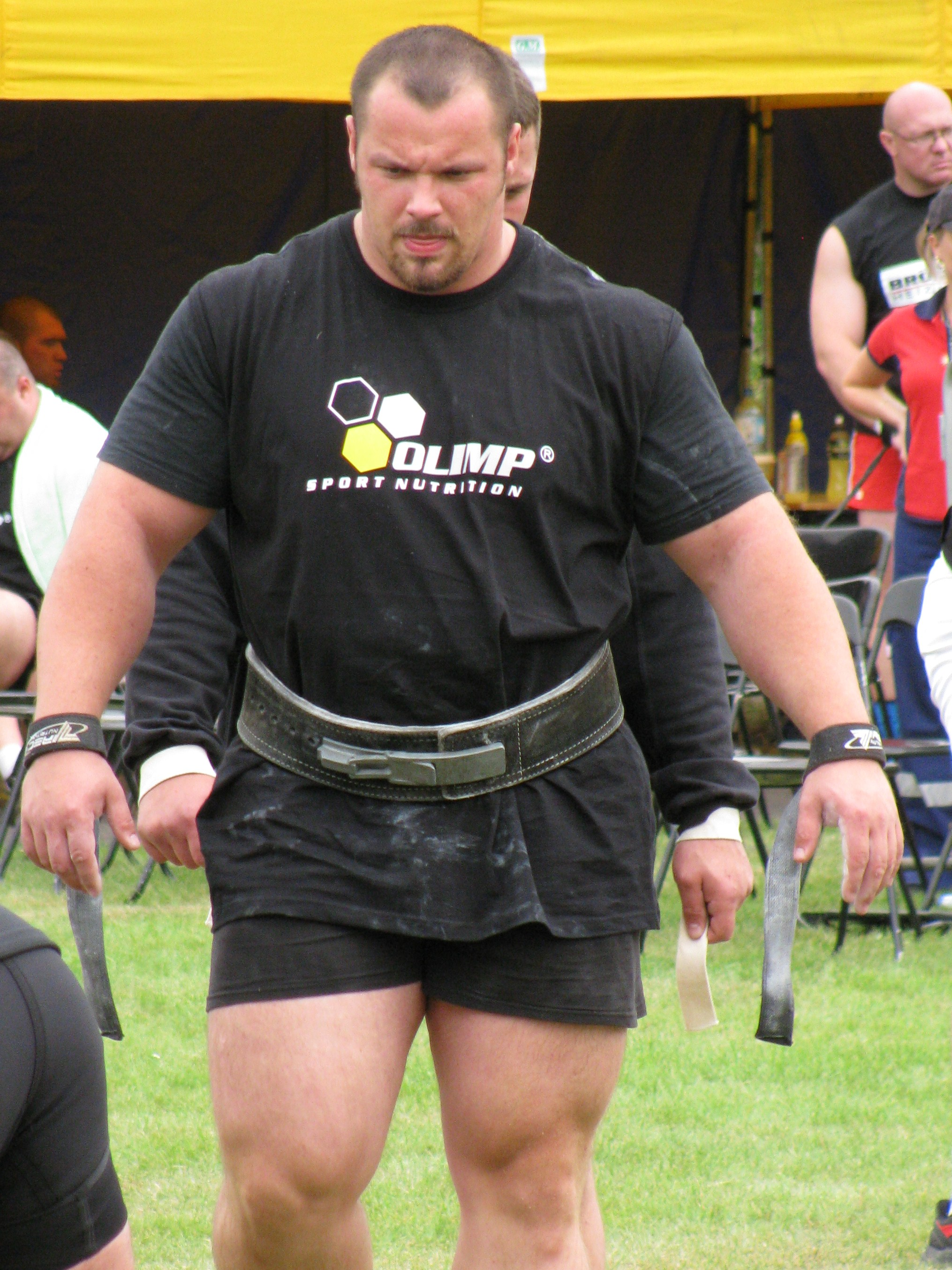
M. Szymerowski w 2009

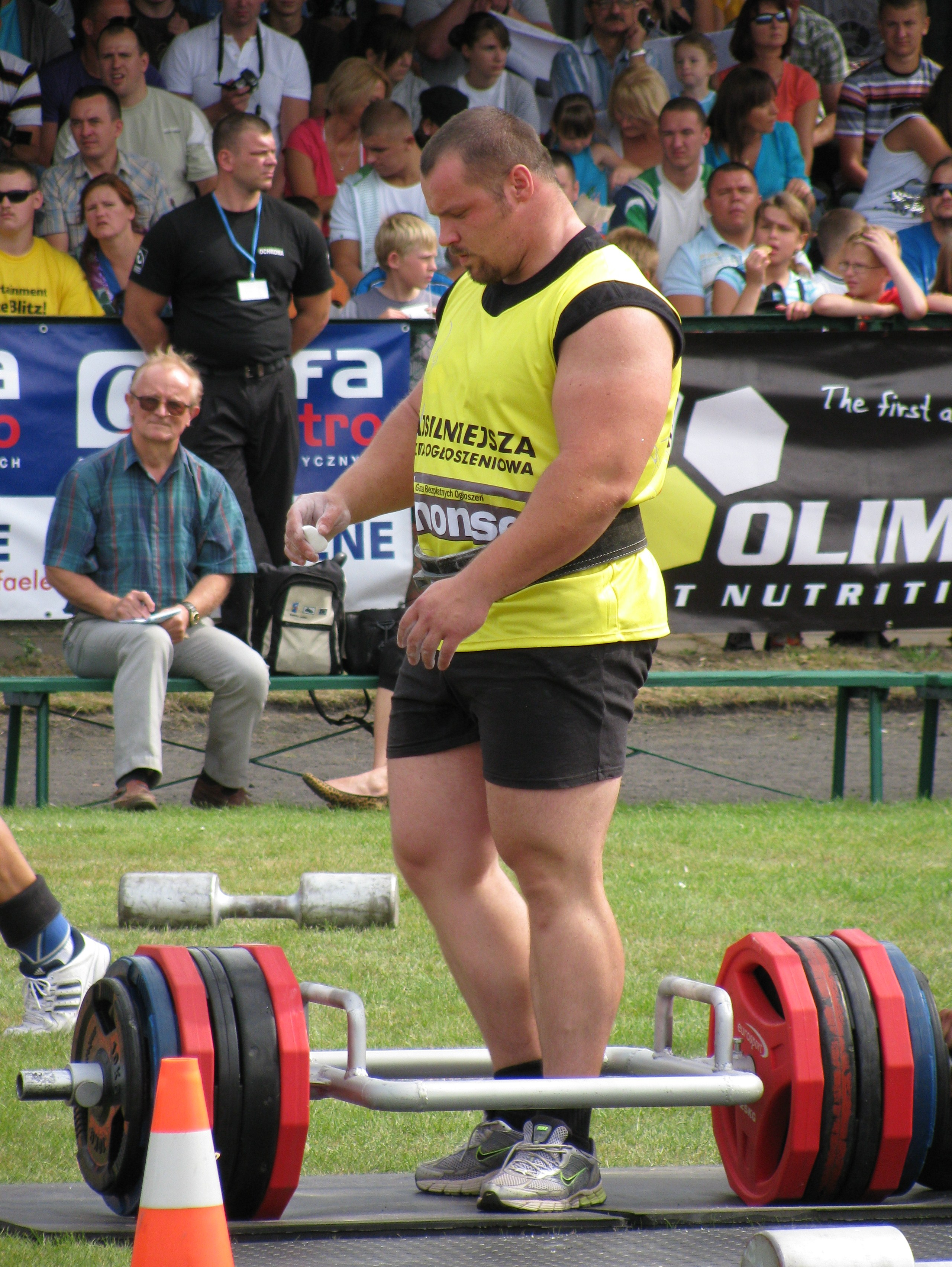
M. Szymerowski w 2009

Michał Szymerowski rozpoczął treningi siłowe w wieku dwudziestu trzech lat. Do uprawiania sportu strongman został zachęcony przez siłacza, Lubomira Libackiego. Wziął udział w Mistrzostwach Polski Strongman 2006, jednak nie zakwalifikował się do finału. W Mistrzostwach Polski Strongman A-S 2009, rozgrywanych w Malborku, również nie zakwalifikował się do finału.
Uczestniczył w Pucharze Polski Strongman: Eliminate Your Opponent Cup 2007 i Pucharze Polski Strongman: Eliminate Your Opponent Cup 2009.
Jest absolwentem liceum ekonomicznego. Prowadzi własną firmę. Mieszka w Gdyni.
Wymiary:
- wzrost 185 cm
- waga 140 kg
- biceps 53 cm
- udo 80 cm
- klatka piersiowa 140 cm

Rekordy życiowe:
- przysiad 300 kg
- wyciskanie 220 kg
- martwy ciąg 330 kg

## Osiągnięcia strongman
- 2006
  - 1. miejsce - Tytan 2006, Lębork
- 2007
  - 2. miejsce - Mistrzostwa Europy Centralnej Strongman w Parach 2007 (z Damianem Sierpowskim), Polska
  - 3. miejsce - Mistrzostwa Polski Strongman A-Nowi 2007, Rokietnica
- 2008
  - 1. miejsce - Mistrzostwa Polski Strongman Everlast 2008, Poznań
  - 3. miejsce - Puchar Europy Strongman KBI 2008, Staszów
  - 3. miejsce - Puchar Polski Strongman: Eliminate Your Opponent Cup 2008
  - 2. miejsce - Mistrzostwa Polski Strongman Eliminate Your Opponent, Zielona Góra
- 2009
  - 8. miejsce - Finał Pucharu Polski Strongman Harlem 2009, Kielce
  - 3. miejsce - Mistrzostwa Polski Strongman Harlem 2009, Inowrocław
  - 1. miejsce - Mistrzostwa Polski Strongman Eliminate Your Opponent 2009, Zielona Góra